# 小澤大嗣
OZAWA（オザワ、1996年10月23日 - ）は、日本の男性プロレスラー。プロレスリング・ノア所属。血液型O型。本名、ならびに旧リングネームは小澤 大嗣（おざわ たいし）。静岡県静岡市出身。

## 経歴
高校時代は器械体操部に所属。大学時代はブレイクダンスと器械体操に打ち込んだ。
2021年7月に24歳でプロレスリング・ノアに入門。 1年2ヶ月の練習生時代を経て2022年9月15日の後楽園ホール大会の稲村愛輝戦でデビューする。
2024年1月13日に海外遠征が決定。一連の壮行試合では清宮海斗、大岩陵平、ジェイク・リーと対戦したがいずれも敗れた。
同月からの海外遠征では英国のプログレス・レスリングを中心に活動。同団体ではルーク・ジェイコブスやコナー・ミルズらと対戦している。ドイツやイタリアのインディ団体にも参戦しつつ、英国人レスラーのカーラ・ノワールの元でトレーニングを積んだ。10月5日のそのノワールとのシングル戦を最後に、約8ヶ月間の海外遠征を終えて帰国した。
10月14日の後楽園ホール大会から国内での活動を再開し、清宮海斗がリーダーを務めるユニットのオール・レベリオンに加入。しかし、19日に予定されていた帰国後の初戦前日に、練習中の左足の立方骨骨折が発表され、試合欠場を余儀なくされてしまう。
欠場中の11月17日、愛知県体育館で行われた齋藤彰俊引退興行にて、マイクパフォーマンスを行う清宮を背後から松葉杖で殴打しヒールターン。TEAM 2000 Xへ加入した。
以降小澤は"ずっと嫌いだった"という清宮と、彼の保持するGHCヘビー級王座を標的とする。12月1日には日本で初披露したリアル・レベルで清宮をKO。左足の負傷が"ちょうど治りそう"だという翌1月1日の日本武道館大会での王座戦の調印書にサインをさせる。また同日リングネームを小澤大嗣からOZAWAへと変更した。
2025年元日の日本武道館大会のメインイベントでは清宮海斗とのGHCヘビー級王座戦が行われた。10月に予定されていた凱旋試合を骨折で欠場したOZAWAにとって、この試合が負傷明けの復帰戦、また国内では約1年ぶりの試合となった。試合中には清宮らオール・レベリオンにブーイングが飛ぶ一方、セコンド介入などラフファイトをするOZAWAらに歓声が起こるという声援の逆転がみられた。この異様な空気の中でOZAWAは勝利し、GHCヘビー級王座を獲得。デビューから2年4カ月での同王座の戴冠は、史上最短記録となった 。
王者となってからは2月11日の後楽園ホール大会でガレノを相手に初防衛。
3月2日の横浜武道館大会で、GHCナショナル王者の征矢学とのランバージャック形式のダブル王座戦に勝利。史上初の2冠王者となったが、ナショナル王座を「2軍、3軍のベルト」と酷評し、試合直後に返上した。
5月3日の両国国技館大会でKENTAを退けた後、5月18日の後楽園ホール大会で清宮との再戦にも勝利し5度目の防衛に成功した。
7月5日の東京・新宿FACE大会にて試合後にYouTubeチャンネル設立を発表。
7月19日の後楽園ホール大会、7度目の防衛戦にて拳王と対戦。掟破りの拳王スペシャルやP.F.Sを繰り出して追い詰めるも、Real Revelを交わされた後、旋風脚のカウンターでハイキックを貰いダウン。その後立ち上がるも拳王の新技超卍蹴りを決められてKO負けし、防衛に失敗。

## 得意技

### フィニッシュ・ホールド
Real Rebel
ワンステップでコーナーポストに飛び乗って繰り出すフェニックス・スプラッシュ。
ビッグベン・エッジ
リストクラッチ式のブルーサンダー。

### 打撃技
旋風脚
ドロップキック
ニールキック

### 投げ技
サンダーファイヤー・パワーボム
肩の上あたりに担ぎ上げてから決めるパワーボム。ドクターボム式で繰り出すことも。
不知火・改X
フランケンシュタイナー

### 絞め技・関節技
ネックロック

### 飛び技
ミサイルキック
その場飛び式シューティングスター・プレス

## タイトル歴
プロレスリング・ノア
- GHCヘビー級王座：1回（第46代）[19]
- GHCナショナル王座：1回（第16代） [19]

## 人物
- 趣味、特技はパチスロと競輪。[1]

## 入場テーマ曲
- Dream Catcher[1]
- SHADOW REIGN[19](現在使用)